# Крістіан Даніель Ледесма
Крістіан Даніель Ледесма (італ. Cristian Daniel Ledesma, нар. 24 вересня 1982, Морон) —  італійський колишній футболіст, який грав на позиції півзахисника. Наразі він працює тренером команди до 19 років клубу «Асколі».

## Клубна кар'єра
Народився 24 вересня 1982 року в місті Морон. Вихованець юнацьких команд футбольних клубів «Бока Хуніорс» та «Лечче».
Початок кар'єри Ледесми проходив у футбольній академії «Бока Хуніорс», куди молодий аргентинець вступив 1997 року. Протягом чотирьох років, до 2001 року, він був одним з найкращих гравців академії, поки на нього не звернули увагу скаути «Лечче» ще задовго до пропозиції контракту. Аргентинець прийняв пропозицію, підписавши з італійським клубом довгостроковий контракт. У той час «Лечче» виступав у Серії В, проте Крістіану це не завадило стати одним з ключових гравців центру півзахисту і допомогти команді у 2003 році повернутись в еліту. Протягом п'яти років, які Ледесма провів у клубі, він брав участь практично в кожному матчі, граючи дуже важливу роль на своїй позиції. З 2001 по 2006 рік Крістіан зіграв у 126 матчах та забив 4 м'ячі за «Лечче».
В червні 2006 року Крістіан Даніель підписав контракт з «Лаціо», що виступав в італійській Серії А. Клуб заплатив за аргентинця 450 тисяч євро. Починаючи з 2006 року, Ледесма став регулярно виходити в стартовому складі команди, будучи важливою частиною команди. Разом з командою він став дворазовим володарем Кубка Італії, а також одного разу виграв Суперкубок країни. Довгий час був одним із символів римської команди, в якій провів дев'ять сезонів, взявши участь у 259 матчах у національному чемпіонаті.
Влітку 2015 року гравець, термін контракту якого з «Лаціо» закінчився, залишив клуб і невдовзі узгодив умови співпраці з бразильським «Сантосом».

## Виступи за збірну
Ледесма отримав італійське громадянство в 2008 році, уклавши шлюб з італійкою, яку він зустрів ще під час виступів за «Лечче». Так як до того часу він не був заграний за збірну, це дало Ледесмі право вибирати за яку збірну виступати — Аргентини чи Італії.
14 листопада 2010 року Ледесма був викликаний Чезаре Пранделлі в збірну Італії на товариський матч проти збірної Румунії.
17 листопада 2010 року дебютував у збірній Італії в товариському матчі проти збірної Румунії, який відбувся в австрійському Клагенфурті. Крісттіан вийшов в основі і на початку другого тайму був замінений на Даніеле Де Россі). Наразі цей матч залишився єдиним для Ледесми у футболці національної збірної.

## Тренерська кар'єра
27 вересня 2024 року Ледесму призначили тимчасово головним тренером клубу «Асколі», в якому він працював тренером юнацької команди до 19 років. Лише після одного програного матчу з рахунком 0–1 команді «Ріміні», його повернули до роботи з командою до 19 років.

## Статистика виступів
Статистика станом на 26 травня 2013 року.

### Статистика клубних виступів
| Сезон             | Команда           | Чемпіонат         | Чемпіонат | Чемпіонат | Національний кубок | Національний кубок | Національний кубок | Єврокубки | Єврокубки | Єврокубки | Інші змагання | Інші змагання | Інші змагання | Усього | Усього | Усього |
| Сезон             | Команда           | Ліга              | Ігор      | Голів     | Ліга               | Ігор               | Голів              | Ліга      | Ігор      | Голів     | Ліга          | Ігор          | Голів         | Ігор   | Голів  |        |
| ----------------- | ----------------- | ----------------- | --------- | --------- | ------------------ | ------------------ | ------------------ | --------- | --------- | --------- | ------------- | ------------- | ------------- | ------ | ------ | ------ |
| 2001-02           | «Лечче»           | A                 | 1         | 0         | КІ                 | 1                  | 0                  | —         | —         | —         | —             | —             | —             | 2      | 0      |        |
| 2002-03           | «Лечче»           | B                 | 29        | 1         | КІ                 | 1                  | 0                  | —         | —         | —         | —             | —             | —             | 30     | 1      |        |
| 2003-04           | «Лечче»           | A                 | 30        | 1         | КІ                 | 1                  | 0                  | —         | —         | —         | —             | —             | —             | 31     | 1      |        |
| 2004-05           | «Лечче»           | A                 | 33        | 0         | КІ                 | 4                  | 2                  | —         | —         | —         | —             | —             | —             | 37     | 2      |        |
| 2005-06           | «Лечче»           | A                 | 33        | 2         | КІ                 | 1                  | 0                  | —         | —         | —         | —             | —             | —             | 34     | 2      |        |
| Усього за «Лечче» | Усього за «Лечче» | Усього за «Лечче» | 126       | 4         |                    | 8                  | 2                  |           |           |           |               |               |               | 134    | 6      |        |
| 2006-07           | «Лаціо»           | A                 | 33        | 2         | КІ                 | 3                  | 0                  | —         | —         | —         | —             | —             | —             | 36     | 2      |        |
| 2007-08           | «Лаціо»           | A                 | 32        | 3         | КІ                 | 4                  | 0                  | ЛЧ        | 7         | 0         | —             | —             | —             | 43     | 3      |        |
| 2008-09           | «Лаціо»           | A                 | 34        | 2         | КІ                 | 7                  | 1                  | —         | —         | —         | —             | —             | —             | 41     | 3      |        |
| 2009-10           | «Лаціо»           | A                 | 13        | 0         | КІ                 | 0                  | 0                  | ЛЄ        | 0         | 0         | СІ            | 0             | 0             | 13     | 0      |        |
| 2010-11           | «Лаціо»           | A                 | 34        | 1         | КІ                 | 2                  | 0                  | —         | —         | —         | —             | —             | —             | 36     | 1      |        |
| 2011-12           | «Лаціо»           | A                 | 37        | 3         | КІ                 | 2                  | 0                  | ЛЄ        | 8         | 0         | —             | —             | —             | 47     | 3      |        |
| 2012-13           | «Лаціо»           | A                 | 36        | 1         | КІ                 | 5                  | 0                  | ЛЄ        | 11        | 0         | —             | —             | —             | 52     | 1      |        |
| Усього за «Лаціо» | Усього за «Лаціо» | Усього за «Лаціо» | 219       | 12        |                    | 23                 | 1                  |           | 26        | 0         |               | 0             | 0             | 268    | 13     |        |
| Усього за кар'єру | Усього за кар'єру | Усього за кар'єру | 345       | 16        |                    | 31                 | 3                  |           | 26        | 0         |               | 0             | 0             | 402    | 19     |        |

### Статистика виступів за збірну
| Дата       | Місто      | Господарі | Результат | Гості  | Турнір           | Голи | Примітки |
| ---------- | ---------- | --------- | --------- | ------ | ---------------- | ---- | -------- |
| 17/11/2010 | Клагенфурт | Румунія   | 1 – 1     | Італія | товариський матч | -    | 45'      |
| Усього     |            | Матчів    | 1         |        | Голів            | 0    |          |

## Титули і досягнення
- Володар Кубка Італії (2):

«Лаціо»: 2008-09, 2012-13
- Володар Суперкубка Італії з футболу (1):

«Лаціо»: 2009